# 14942 Stevebaker
14942 Stevebaker è un asteroide della fascia principale. Scoperto nel 1995, presenta un'orbita caratterizzata da un semiasse maggiore pari a 3,1855108 UA e da un'eccentricità di 0,0853057, inclinata di 15,77226° rispetto all'eclittica.